# Unai Aguirre
Unai Aguirre (Barcelona, 14 de julio de 2002) es un jugador de waterpolo español que juega de portero.
En 2021 participó en los Juegos Olímpicos de Tokio 2020, en 2022 logró con España la medalla de oro en el Campeonato Mundial de Waterpolo Masculino de 2022 y en 2024 logró con España la medalla de oro en el Campeonato Europeo de Waterpolo Masculino de 2024.

## Palmarés internacional
| 2022 | Budapest  | Medalla de oro    |
| 2023 | Fukuoka   | Medalla de bronce |
| 2024 | Dubrovnik | Medalla de oro    |